# السيد طليب
السيد طليب ممثل ومخرج مسرحي وكاتب مصري من مواليد 1943. بدأ مشواره الفني متأخراً في الثمانينات ورصيده كتابة 4 مسرحيات (عائلتي – خطيب ماما – أولادي – أحلى مقلب في حياتي) وإخراج 5 مسرحيات (خطيب ماما – مس جوليا – الناس في طيبة – حب وطب ومزيكا – أولادي).

## قائمة أعماله في التمثيل
مسرحية «عائلتي» (تمثيل وتأليف)
مسرحية «الدنيا لما تضحك» عام 1979 (تمثيل فقط)
مسلسل «ميراث الغضب» للمخرجة علوية زكي عام 1981.
فيلم «ليال» للمخرج حسن الإمام عام 1982 (قام بدور زوج أم نعيمة)
فيلم «وداد الغازية» للمخرج أحمد يحيى عام 1983 (قام بدور العمدة).
فيلم «حتى لا يطير الدخان» للمخرج أحمد يحيى عام 1984 (قام بدور المعلم محروس).
فيلم «الحكم آخر الجلسة» للمخرج محمد عبد العزيز عام 1985 (قام بدور العم).
فيلم «دقة زار» للمخرج أحمد ياسين عام 1986 (قام بدور العفريت ضرغام).
فيلم «المتمرد» للمخرج هنري بركات عام 1987 (قام بدور حامد أبو رواش).

## وصلات خارجية
https://dhliz.com/artist/IfJZZBKvybw/ السيد طليب
https://elcinema.com/person/2007786 السيد طليب
https://karohat.com/Filmography/a393cd10-9ea9-49d5-a509-970769374bb2 السيد طليب